# Dendrobium falcipetalum
Dendrobium falcipetalum är en orkidéart som beskrevs av Rudolf Schlechter. Dendrobium falcipetalum ingår i släktet Dendrobium, och familjen orkidéer. Inga underarter finns listade i Catalogue of Life.